# Chilaw
Chilaw (syng. හලාවත, tamil. சிலாபம்) – miasto w Sri Lance, w prowincji Północno-Zachodnia.